# Provincia Cankuzo
Cankuzo este o provincie din Burundi.